# Congo (Schimpanse)

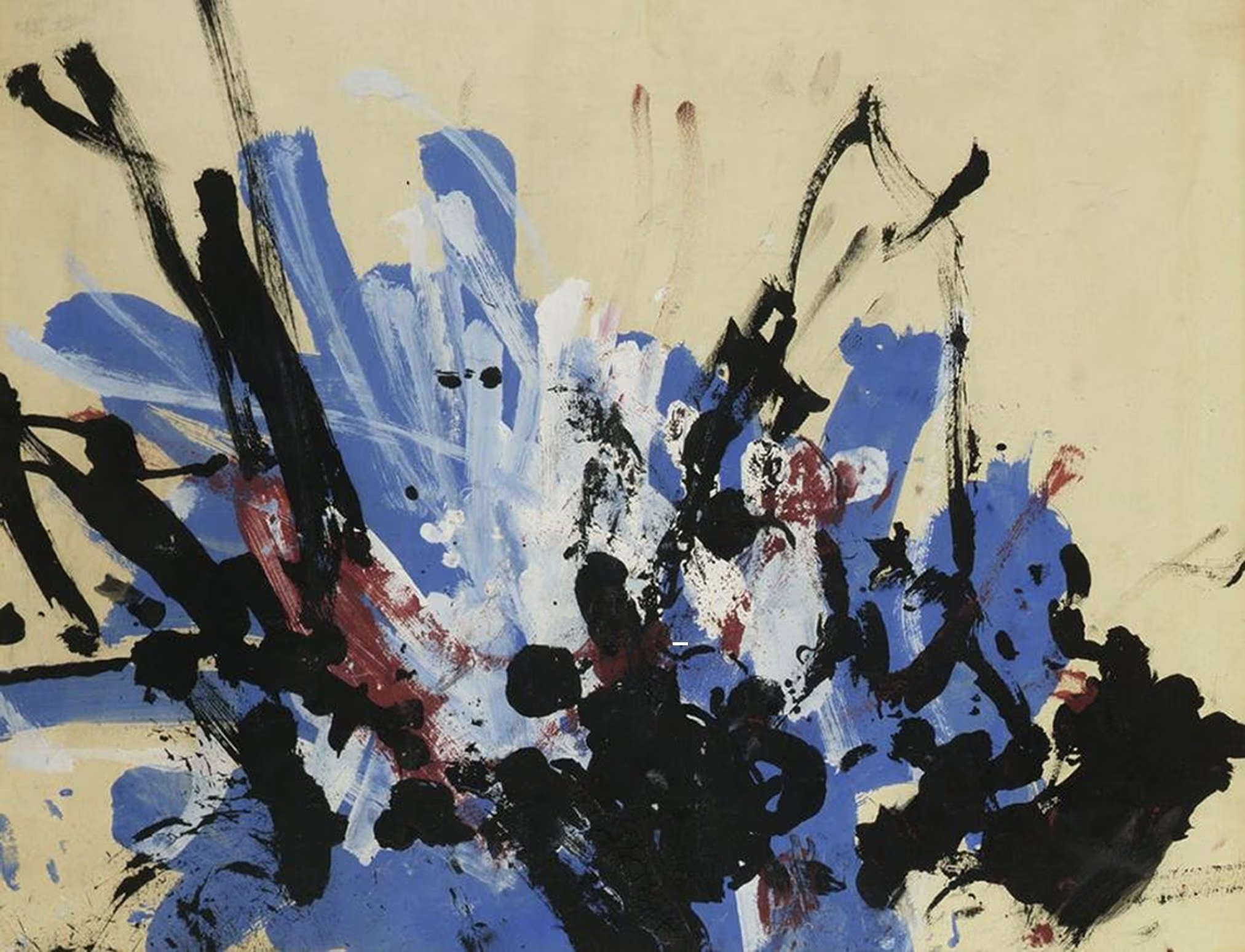
Eines von Congos Bildern.

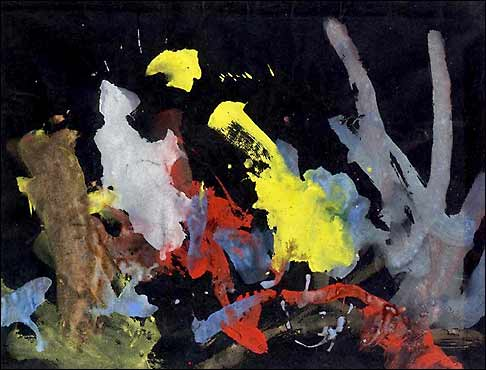
Ein weiteres Bild von Congo (um 1957)

Der Schimpanse Congo (* 1954; † 1964) im Londoner Zoo malte im Alter von zwei bis vier Jahren in Experimenten des britischen Verhaltensforschers und Künstlers Desmond Morris gut 400 Bilder im abstrakten Stil. Der Affe erhielt lediglich Zeichenmaterial, er wurde nicht angeleitet. Congo starb im Alter von 10 Jahren an Tuberkulose.

## Hintergrund
Die Malexperimente mit Congo stehen in einer Reihe mit anderen verhaltensbiologischen Versuchen, in denen man seit Anfang des 20. Jahrhunderts die physiologischen Grundlagen der künstlerischen Betätigung erforschte. Bereits im Jahre 1913 hatte Nadia Kohts in Moskau erstmals solche Versuche mit Schimpansen angestellt. Die Bilder, die dabei entstanden, waren den Zeichnungen, die ihr zweijähriger Sohn gemacht hatte, sehr ähnlich. Sie führte diese Versuche auch in den 1920er Jahren fort. Weitere vergleichende Studien führte Winthrop N. Kellogg in den 1930er Jahren durch; sie wurden in dem Werk The Ape and the Child publiziert.

## Rezeption
Die Bilder, die Congo mit Farben und Pinseln malte, wobei die Pinsel vorab in Farbe getaucht waren, wurden von den Zeitgenossen als der abstrakten Malerei ähnlich beurteilt. Man verglich sie mit der Technik des Action Painting von Jackson Pollock und mit dem Tachismus der 1940er Jahre. Desmond Morris selbst schrieb: „Heute haben der letzte Affe und der moderne Mensch das gleiche Interesse an der Herstellung von Bildern, man könnte sogar behaupten: Wenn ein zeitgenössischer Künstler ein Bild malt, hat er dafür kaum wesentlichere Gründe als ein Schimpanse.“ Andere sprachen von einem „Cézanne der Affenwelt“. Die Bilder wurden erstmals 1957 in einer Ausstellung am Institute of Contemporary Arts in London öffentlich gezeigt.  Eine weitere Ausstellung fand in der Kölner Galerie Zwirner statt.
Congos Gemälde stießen damals noch überwiegend auf Hohn und Ablehnung, obwohl sie teilweise verkauft worden waren, unter anderem an Herbert Read, Julian Huxley und Pablo Picasso.
Gut vierzig Jahre nach Congos Tod, im Juni 2005, wurden im Londoner Auktionshaus Bonhams drei seiner Gemälde, die zuvor zwischen 600 und 800 Pfund geschätzt worden waren, für 14.400 Pfund (damals 21.515 Euro) von dem amerikanischen Sammler Howard Hong ersteigert, der sich selbst als „Liebhaber moderner und zeitgenössischer Malerei“ bezeichnet hatte.